# Kuroslepy
Kuroslepy (in tedesco Koroslep) è un comune della Repubblica Ceca facente parte del distretto di Třebíč, nella regione di Vysočina.